# Meziříčí (Kadaň)
Meziříčí (německy Meseritz) je samota, část města Kadaň v okrese Chomutov. Nachází se asi 3,5 kilometru jihozápadně od Kadaně. Meziříčí leží v katastrálním území Zásada u Kadaně o výměře 1,5 km².

## Název
Původní název Mezirady vznikl spojením slova mez a slovesa radit. Ke změně na Meziříčí došlo v šestnáctém století a vzhledem k tomu, že nový tvar byl český, lze usuzovat na české obyvatele vesnice. V historických pramenech se jméno vesnice vyskytuje ve tvarech: Mezirady (1460), Meziradych (1488), Mezeržicz (1591), Meserzicze (1654) a Meseritz (1787 a 1846).

## Historie
První písemná zmínka o vesnici pochází z roku 1460. V patnáctém století byla vesnice rozdělena mezi Suchý Důl a Úhošť. Po zrušení poddanství se Meziříčí roku 1850 stalo osadou obce Úhošť. Při sčítání lidu v roce 1869 osada patřila k Úhošťanům. V období 1880–1950 se jako osada neuvádělo a od roku 1961 patří jako část obce ke Kadani. V roce 1869 v Meziříčí stály už jen dva statky a hospoda, a postupem času z vesnice zůstal jediný hospodářský dvůr.

## Obyvatelstvo
V roce 1921 bylo Meziříčí charakterizováno jako skupina dvou chalup a při sčítání lidu v roce 1931 jako skupina dvou domů se sedmnácti obyvateli.
|           | 1869 | 1880 | 1890 | 1900 | 1910 | 1921 | 1930 | 1950 | 1961 | 1970 | 1980 | 1991 | 2001 | 2011 | 2021 |
| --------- | ---- | ---- | ---- | ---- | ---- | ---- | ---- | ---- | ---- | ---- | ---- | ---- | ---- | ---- | ---- |
| Obyvatelé | 11   | —    | —    | 10   | 13   | —    | 17   | —    | 12   | 8    | 1    | 1    | 6    | 2    | 7    |
| Domy      | 1    | —    | —    | 1    | 2    | 2    | 2    | —    | —    | 1    | 1    | 1    | 3    | 1    | 3    |